# Любомир Мішуровіч
Любомир Мішуровіч (Ljubomir Mišurović) — чорногорський дипломат. Надзвичайний і Повноважний Посол Чорногорії в Україні з резиденцією в Подгориця.

## Життєпис
Народився 25 липня 1967 року в Подгориці. Закінчив філологічний факультет у Белграді — відділення славістики (чеська мова та література), а в 1999 році — аспірантуру Середземноморської академії дипломатичних досліджень на Мальті — MEDAC. Вільно володіє англійською та чеською мовами.
У 1996—1997 рр. Стажувався в Міністерстві закордонних справ Чорногорії, після чого став радником у цьому ж міністерстві.
У 2001—2002 рр. працював радником Торгового представництва Чорногорії у Вашингтоні, після чого став незалежним радником МЗС Чорногорії.
У 2003 році він був призначений на посаду голови кабінету міністрів, заступника міністра закордонних справ Державного Союзу Сербії та Чорногорії, а в 2004 році — на посаду помічника міністра закордонних справ Чорногорії.
З 2007 по 2010 рр. працював міністром-посланником у посольстві Чорногорії в Лондоні.
З 2010 року він обіймав посаду начальника відділу дипломатичного протоколу в Міністерстві закордонних справ та з питань європейської інтеграції.
З 2013 року — Надзвичайний і Повноважний Посол Чорногорії в Україні з резиденцією в Подгориця, з 2016 в Києві. 5 липня 2013 року вручив вірчі грамоти Президенту України Віктору Януковичу.
З 2013 року — Надзвичайний і Повноважний Посол Чорногорії у Вірменії з резиденцією в Подгориця, з 2016 в Києві. 10 вересня 2013 року вручив вірчі грамоти Президенту Вірменії Сержу Саргсяну.
З 2013 року — Надзвичайний і Повноважний Посол Чорногорії у Грузії з резиденцією в Подгориця. 1 жовтня 2013 року вручив вірчі грамоти Президенту Грузії Міхеілу Саакашвілі
У вересні 2015 року був призначений головою Кабінету міністра закордонних справ та з питань європейської інтеграції
З січня 2016 року по січень 2020 року виконував обов'язки посла Чорногорії в Києві та за сумісництвом посла у Вірменії та Грузії.
З лютого по липень 2020 року в.о. генерального директора з економічної та культурної дипломатії.
З серпня 2020 року обіймає посаду головного дипломатичного інспектора МЗС.
У грудні 2020 року призначений державним секретарем у Міністерстві закордонних справ Чорногорії.